# 堀本律雄
堀本 律雄（ほりもと りつお、1935年1月20日 - 2012年1月14日）は、大阪府大阪市出身のプロ野球選手（投手）、コーチ、解説者・評論家。

## 経歴
桃山学院高校では3年次の1952年、夏の大阪府大会で準決勝に進出するが、明星高に敗退。高校卒業後は1953年に立教大学へ入学するが、同期のエース東実や1年下の杉浦忠の陰に隠れ、あまり活躍の機会はなかった。専ら他校のエースを真似た練習台の投手であった。他の大学同期に矢頭高雄がおり、一年下に長嶋茂雄がいた。大学卒業後は1957年に日通浦和へ入社し、同年の都市対抗では3勝を挙げて決勝に進出。熊谷組の島津四郎と投げ合うも完封を喫するが、この大会の久慈賞を獲得。同年にデトロイトで開催された第3回世界野球大会に社会人野球日本代表として出場し、日本の優勝に貢献。1959年には第3回アジア野球選手権大会日本代表にも選出され、1959年まで都市対抗に連続出場。
1960年に読売ジャイアンツ（巨人）へ入団。前年の主戦投手であった藤田元司や安原達佳が故障などで満足に投げられない中、サイドスローからの小気味よい投法で、新人ながら一躍エースとなる。同年は29勝18敗でセントラル・リーグ2位の防御率2.00を挙げ、最多勝・沢村賞・新人王のタイトルを獲得。21勝10敗、防御率1.75で最優秀防御率・最高勝率・ベストナインを獲得した大洋ホエールズの秋山登とタイトルを分け合った。この年は大洋がセントラル・リーグを制して秋山が最高殊勲選手を獲得したが、2位に終わった巨人がリーグ優勝していれば、堀本が最高殊勲選手の有力候補であった。前年の酷使がたたって2年目の1961年は11勝に終わるが、南海ホークスとの日本シリーズでは3試合に先発登板。第2戦は7回まで無失点に抑え、8回に穴吹義雄に本塁打を喫するなど3点を失うが、中村稔の救援を受けシリーズ初勝利を挙げる。第4戦は森中千香良と投げ合い3失点完投勝利、最終第6戦も8回途中まで好投、中村稔につなぎ延長10回の熱戦に勝利、チーム日本一に大きく貢献。シリーズ通算2勝を記録し、最優秀投手賞を獲得している。1960年から2年連続でオールスターゲームにも選出された（1960年は出場辞退）。
遠慮せずはっきり物事を言う性格であったことから川上哲治監督と反りが合わず、7勝に終わった1962年のオフにトレード要員となる。当初、国鉄スワローズの北川芳男に対する交換相手として国鉄監督の浜崎真二からオファーを受けるがこれは成立せず（高林恒夫・宮本敏雄が国鉄に移籍）、堀本は柳田利夫とのトレードで大毎オリオンズへ移籍した。大毎に移籍した初年度の1963年こそ15勝を挙げチームの勝ち頭となるが、1964年は1勝のみと急速に衰えを見せ、1965年限りで現役を引退。
現役引退後は（横浜）大洋ホエールズの一軍投手コーチ（1977年）→二軍投手コーチ（1978年, 1991年 -
1992年）、日本ハムファイターズの二軍投手コーチ（1993年 - 1994年）、台湾CPBL・統一ライオンズの投手コーチ（1997年）を務めた。大洋コーチ時代（1期目）には、別当薫監督からサイドスローへの変更命令が出ていた遠藤一彦に「上から投げるように」と進言し、遠藤に本格派投手としての一歩を踏み出させている。遠藤の華奢であった体格を見て、堀本は「お前は夕食の時、必ず缶ビールを1本持って食堂に入れ。食欲が増すから」と指示し、遠藤は1年目を終える頃には72kgまで増量していた。後に遠藤は「（もしサイドスローを続けていたら）2年くらいで現役を終えていたのではないでしょうか」と堀本への感謝し切れない気持ちを語っている。日本ハムへは大学先輩の大沢啓二監督復帰時に同じく後輩の種茂雅之二軍監督の下でコーチを務めた。
また、テレビ中継でのゲスト解説や文化放送・RFラジオ日本の解説者を務めた。晩年は日刊ゲンダイの評論家として活動していたが、長嶋の大学の1年先輩でもあり、歯に衣着せず巨人批評を行っていた数少ない評論家であった。
2012年1月14日8時30分に肺炎のため神奈川県横浜市内の病院で死去。76歳没。

## 選手としての特徴
- クイックモーションの名手で、当時としては抜群の技術を駆使して盗塁を阻止した。特に正捕手の森昌彦とバッテリーを組んだ際には、1960年から1962年の3年間で51企図に対し36盗塁刺（阻止率.706）と圧倒的な阻止率を誇り、1960年6月1日の大洋戦（川崎）では企図された5回全てを刺し、1962年には年間で8回企図されて一度も盗塁を許さなかった。そのため、堀本と対戦する際には「無理して走るな」という指示が出ていたという[9]。

## エピソード
- 立教大学では長嶋の1年先輩であったことから、巨人へ入団早々、既に球界の大スターであった長嶋に対して「おい、シゲ！たばこ買って来いや」と使いっ走りをさせて、周囲を驚かせた[10]。
- 新人の頃、登板前日に土砂降りの大雨だったことから試合中止と早合点して、長嶋茂雄を連れて成城にある石原裕次郎の邸宅を訪問して朝までどんちゃん騒ぎをして、水原茂監督に大目玉を食らった。あるいは、試合を途中で抜け出して、銀座のクラブで飲んでいたところ、試合が終わってやってきた川上哲治監督に鉢合わせた。など、酒に関する逸話が多いが、夜の街を通じて当時の銀幕スター達との華やかな交流があったという[11]。
- 権藤博の現役時代の連投に連投を重ねた様を現した「権藤、権藤、雨、権藤」という言葉は「中日の投手は権藤しかおらんのか、つぶれてしまうぞ。権藤、雨、旅行（移動日）、権藤、雨、権藤や」という、堀本による記者への発言がきっかけで生まれたものであった[12][13]。1960年には29勝したが、権藤がプロ入りした翌1961年には11勝と成績を落としたことで、権藤に自分の二の舞を心配して「俺はオフにしっかりケアしたつもりだったが、疲れは抜けなかった。お前も注意した方がいい」と忠告したことがある[14]。

## 詳細情報

### 年度別投手成績
| 年 度     | 球 団     | 登 板 | 先 発 | 完 投 | 完 封 | 無 四 球 | 勝 利 | 敗 戦 | セ 丨 ブ | ホ 丨 ル ド | 勝 率 | 打 者 | 投 球 回 | 被 安 打 | 被 本 塁 打 | 与 四 球 | 敬 遠 | 与 死 球 | 奪 三 振 | 暴 投 | ボ 丨 ク | 失 点 | 自 責 点 | 防 御 率 | W H I P |
| --------- | --------- | ----- | ----- | ----- | ----- | -------- | ----- | ----- | -------- | ----------- | ----- | ----- | -------- | -------- | ----------- | -------- | ----- | -------- | -------- | ----- | -------- | ----- | -------- | -------- | ------- |
| 1960      | 巨人      | 69    | 35    | 26    | 3     | 2        | 29    | 18    | --       | --          | .617  | 1416  | 364.2    | 278      | 22          | 89       | 3     | 8        | 210      | 3     | 1        | 92    | 81       | 2.00     | 1.01    |
| 1961      | 巨人      | 40    | 25    | 7     | 2     | 0        | 11    | 12    | --       | --          | .478  | 751   | 179.1    | 156      | 15          | 73       | 7     | 5        | 93       | 1     | 0        | 68    | 62       | 3.10     | 1.28    |
| 1962      | 巨人      | 26    | 19    | 2     | 2     | 0        | 7     | 6     | --       | --          | .538  | 452   | 109.0    | 102      | 11          | 34       | 0     | 0        | 58       | 0     | 0        | 40    | 34       | 2.81     | 1.25    |
| 1963      | 大毎 東京 | 39    | 26    | 7     | 2     | 1        | 15    | 14    | --       | --          | .517  | 754   | 179.1    | 167      | 16          | 70       | 2     | 2        | 108      | 0     | 0        | 80    | 66       | 3.30     | 1.32    |
| 1964      | 大毎 東京 | 20    | 11    | 0     | 0     | 0        | 1     | 9     | --       | --          | .100  | 298   | 70.0     | 77       | 12          | 22       | 0     | 0        | 36       | 0     | 0        | 41    | 39       | 5.01     | 1.41    |
| 1965      | 大毎 東京 | 7     | 0     | 0     | 0     | 0        | 0     | 0     | --       | --          | ----  | 62    | 15.0     | 14       | 2           | 5        | 0     | 1        | 10       | 0     | 0        | 5     | 5        | 3.00     | 1.27    |
| 通算：6年 | 通算：6年 | 201   | 116   | 42    | 9     | 3        | 63    | 59    | --       | --          | .516  | 3733  | 917.1    | 794      | 78          | 293      | 12    | 16       | 515      | 4     | 1        | 326   | 287      | 2.82     | 1.18    |

- 各年度の太字はリーグ最高

### タイトル
- 最多勝利：1回 （1960年）

### 表彰
- 沢村栄治賞：1回 （1960年）※69登板での受賞は最多タイ
- 新人王 （1960年）※沢村賞との同時受賞は史上初
- 日本シリーズ最優秀投手賞：1回 （1961年）

### 記録
- オールスターゲーム出場：1回 （1961年） ※1960年にファン投票選出されるも出場辞退。

### 背番号
- 20 （1960年 - 1965年）
- 40 （1977年 - 1978年）
- 73 （1991年 - 1992年）
- 72 （1993年 - 1994年）